# Аугуст Хелеманс
Аугуст "Густ" Хелеманс (21. јуна 1907. у Капеле-оп-ден-Бос, Белгија — 4. маја 1992. у Берчем-Синт-Агата, Белгија), био је белгијски фудбалер.

## Биографија
Играо је на позицији везног играча за ФК Мехелен и репрезентацију Белгију. Играо је на Олимпијским играма 1928. у Холандији и на Светским првенствима 1930-их у Уругвају и 1934 у Италији.
Каријеру је завршио 1947. у клубу РАА Лувијерос.
Након рата, неколико сезона је био тренер у Патро Ајсден Масмечелен.

## Каријера
- Репрезентација од 1928. до 1934. године (28 мечева)
- Учешће на олимпијским играма 1928. године (1 меч)
- Учешће на светским куповима 1930. (2 меча) и 1934 (1 меч)
- Белгијски Д2 шампиони 1928. године са КВ Мехелен
- Најбољи стрелац у белгијском Д2 1933. године